# Oskořínek
Oskořínek (en allemand : Oskorschinek) est une commune du district de Nymburk, dans la région de Bohême-Centrale, en République tchèque. Sa population s'élevait à 572 habitants en 2020.

## Géographie
Oskořínek se trouve à 7 km au nord-nord-est de Nymburk et à 50 km à l'est-nord-est de Prague.
La commune est limitée par Hrubý Jeseník au nord et à l'est, par Nový Dvůr au sud-est, par Chleby au sud et à l'ouest.

## Histoire
La première mention écrite de la localité date de 1451.

## Transports
Par la route, Oskořínek se trouve à 7,5 km de Poděbrady, à 13 km de Nymburk et à 57 km de Prague.